# Postronna
Postronna – wieś sołecka w Polsce położona w województwie świętokrzyskim, w powiecie sandomierskim, w gminie Koprzywnica.
| SIMC    | Nazwa | Rodzaj    |
| ------- | ----- | --------- |
| 0796714 | Górka | część wsi |
| 0796720 | Łąki  | część wsi |

W administracji kościelnej rzymskokatolickiej wieś położona w archidiecezji lubelskiej, w diecezji sandomierskiej, w dekanacie koprzywnickim, w parafii pw. św. Floriana.
W latach 1975–1998 miejscowość administracyjnie należała do województwa tarnobrzeskiego.
W 1998 r. Postronna miała 283 mieszkańców i 87 gospodarstw o łącznej powierzchni 262,13 ha. Obecnie w Postronnej znajduje się kaplica pw. św. Maksymiliana i szkoła podstawowa.

## Historia
Wieś Postronna w źródłach historycznych nosi nazwę: Postromna.
Pierwsza wzmianka źródłowa o tej wsi, jako rozdrobnionej posiadłości szlacheckiej, pochodzi z 1400 r. Na przełomie XIV i XV w. właścicielem części wsi był szlachetny Bolesta z Gierczyc, który w 1402 r. sprzedał swoje dobra szlachetnemu Markowi z Postronnej za 20 grzywien. Ten sam Marek z Postronnej w 1408 r. zakupił dalszą część wsi od Dzichny (wdowy po Wacławie z Gierczyc) i jej dzieci Jana i Jachny za cenę 60 grzywien. W latach 1400–1408 dziedzicem części wsi był także szlachetny Wawrzyniec, a w latach 1442-1449 szlachetny Jan.
W poł. XV w. część wsi była własnością szlachty herbu Ostoja: Jakuba Mościckiego oraz niejakiego Mroczka i Banczelskiego. Z łanów kmiecych dziesięcinę pobierał biskup krakowski, a z folwarku szlacheckiego (o wartości 2 grzywien) proboszcz w Koprzywnicy.
Około 1500 r. Postronna w części była własnością szlachetnych Postrunieńskich herbu Lis. W 1508 r. część Postronny oraz wsi Dmosice były własnością szlachetnego Mikołaja Dmoszyckiego, który płacił 23 grosze poborowego.
W 1578 r. Postronna w części (1,75 łana, 7 kmieci, 1 zagrodnik i 4 biednych komorników) była własnością Stanisława Niedźwiedzkiego z sąsiedniej wsi Niedźwice, a w części jako współwłasność braterska: szlachetnych Stanisława, Andrzeja i Jana Postonieńskich (1 łan, 3 kmieci, 2 zagrodników i 1 biedy komornik). W 1591 r. część udziału po Andrzeju odziedziczyli jego synowie Piotr i Wojciech.
W 1827 r. Postronna miała 16 domów i 122 mieszkańców i była nadal wsią prywatną. W 1884 r. wieś miała 17 domów i 107 mieszkańców i 69 mórg ziemi włościańskiej, natomiast folwark (2 budynki murowane i 8 drewnianych) miał powierzchnię 391 mórg, w tym: 359 mórg gruntów ornych i ogrodów, 18 mórg łąki, 13 mórg nieużytków; stosowano płodozmian 12-polowy.
W 1929 r. wieś Postronna miała 9 domów i 61 mieszkańców i należała do gminy Klimontów, natomiast Kolonia Postronna miała 43 domy i 252 mieszkańców.
W czasie ostatniej wojny miejscową ludność spotkały liczne represje, z rozstrzeliwaniem włącznie ze strony wojsk hitlerowskich i posiłkujących je oddziałów kozackich; miejsce zrzutów lotniczych. Miejscowa ludność uczestniczyła w ruchu oporu i aktywnie go wspierała; za działalność partyzancką zamordowani zostali m.in. Jan Jaworski, Walenty Jaworski, Marian Niedbała, Stanisława Niedbała, Stefan Przewłocki, Florian Zarzycki, Marceli Zwierzyk i inni. 29 kwietnia 1944 roku we wsi własowcy zabili komendanta podobwodu Samborzec AK podporucznika „Kropowskiego” Michała Misiudę.
Obecnie części wsi Postronna noszą nazwy: Górka i Łąki. Wśród obiektów fizjograficznych występują nazwy: Dodatki – pola, Doły – pola, Górka – pola, Łąki – łąki, Pastwiska – pola, Szerokie – pola, Za Kolejką – pola.